# Asthena ochrifasciaria
Asthena ochrifasciaria is een vlinder uit de familie van de spanners (Geometridae). De wetenschappelijke naam van de soort is voor het eerst geldig gepubliceerd in 1897 door |Leech.